# Promachus parvus
Promachus parvus är en tvåvingeart som beskrevs av Stanley Willard Bromley 1931. Promachus parvus ingår i släktet Promachus och familjen rovflugor.
Artens utbredningsområde är Madagaskar. Inga underarter finns listade i Catalogue of Life.